# Königsberg in Bayern
Königsberg in Bayern is een gemeente in de Duitse deelstaat Beieren, en maakt deel uit van de Landkreis Haßberge. Königsberg in Bayern telt 3.634 inwoners. Tot 1920 was de stad met het omliggende gebied een exclave van Saksen-Coburg in Beieren.

## Geboren in Königsberg
- Regiomontanus (1436-1476), wiskundige en astronoom
- Wolfgang Carl Briegel (1626-1712), barokcomponist

Aidhausen ·
Breitbrunn ·
Bundorf ·
Burgpreppach ·
Ebelsbach ·
Ebern ·
Eltmann ·
Ermershausen ·
Gädheim ·
Haßfurt ·
Hofheim i. UFr. ·
Kirchlauter ·
Knetzgau ·
Königsberg i. Bay. ·
Maroldsweisach ·
Oberaurach ·
Pfarrweisach ·
Rauhenebrach ·
Rentweinsdorf ·
Riedbach ·
Sand a. Main ·
Stettfeld ·
Theres ·
Untermerzbach ·
Wonfurt ·
Zeil a. Main